# Puente de las Cremades
El puente de las Cremades de Caldas de Montbuy, provincia de Barcelona (España), es un puente asimétrico de nueva construcción finalizado en el 2016. Une el centro del pueblo con una zona residencial y deportiva del municipio atravesando la Riera de Caldes y sustituye el antiguo puente romano que se usaba hasta entonces.

## Situación
El puente de las Cremadas se encuentra en el municipio de Caldes de Montbui, en la comarca del Vallés Oriental. Es uno de los múltiples puentes que cruzan la Riera de Caldes y es por el que más tráfico pasa, tanto a pie como en bicicleta o en coche. 
El puente une el centro de Caldes con la zona deportiva de más afluencia del municipio, que lleva el mismo nombre que el puente: zona deportiva las Cremades. A su vez, también hay una escuela de educación primària, una zona residencial y el parque de Can Rius.
La riera que el puente atraviesa, es uno de los accidentes geográficos más importantes del municipio y posee un valor patrimonial importante, ya que durante toda la historia se le han dado diferentes usos, como la multitud de payeses que cultivan sus tierras aun a día de hoy.

## Contexto histórico
La referencia escrita más antigua que se ha encontrado del puente romano de Caldes de Montbui data del 1226, pero este ha sufrido múltiples modificaciones al lo largo de los años con la voluntad de adaptarlo a los cambiantes usos que se le han dado en la historia. Principalmente, hasta el 2014, el paso consistía de pun puente románico de dos arcos de medio punto, de anchuras distintas y apoyados en un pilar central y dos estribos laterales. Colocados encima de la estructura inicial, se le habían añadido unos arcos rebajados y una losa más ancha y recta para permitir el paso de vehículos rodados.
El puente de las Cremades, construido unos metros más allá del puente romano, busca ser la solución a la dificultad de preservar este patrimonio calificado de bien de interés local a la vez que se facilita el acceso y la movilidad de los habitantes de la zona. Esta obra, proyectada por Enginyeria Reventós y construida por la Constructora de Calaf (enlace roto disponible en Internet Archive; véase el historial, la primera versión y la última)., ha permitido recuperar una zona de paso para los viandantes con sentido histórico y atractivo turístico, mientras ha habilitado una estructura adecuada para el uso de paso intenso que hay entre el centro de Caldes de Montbui y la zona deportiva y residencial.

## Principales características estructurales
El puente de las Cremades consiste de un pórtico mixto asimétrico, con una estructura metálica en las vigas y una losa de hormigón armado. Su longitud es de un total de 40 metros, con una luz mayor de 31.5 metros.
La estructura destaca por una original pila metálica inclinada que permite adaptar lo mejor posible el puente al terreno existente, mientras le proporciona un diseño único.
Por otro lado, también llama la atención el método de construcción que se tuvo que emplear, ya que las vigas metálicas fueron fabricadas fuera de la obra y de una sola pieza. Posteriormente tuvieron que ser transportadas hasta la obra y tuvieron que ser colocadas por una grúa de grandes luces debido a sus grandes dimensiones.
Una vez habilitado el paso por el puente de las Cremades, se procedió a la rehabilitación del puente de piedra romano, junto a un trozo de muralla, que recuperaron su aspecto original.